# Angela Portaluri

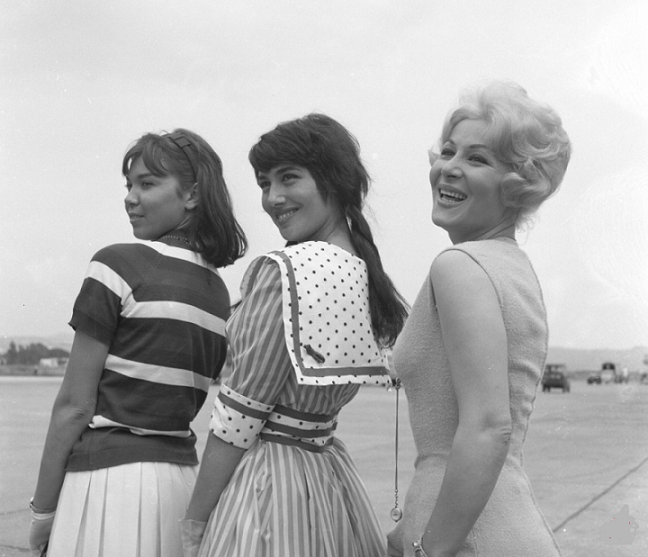
Angela Portaluri (Mitte) im Jahr 1959

Angela Portaluri (* 5. März 1937 in Maglie, Apulien) ist eine italienische Schauspielerin.
Portaluri nahm am Wettbewerb zur Miss World 1956 teil, konnte den Titel aber nicht gewinnen. Der Auftritt führte allerdings zu einer überschaubaren Filmkarriere, die von 1957 bis 1973 andauerte und etwa fünfzehn Filme umfasst. Unter den besten Werken sind Dino Risis I mostri von 1963 und Luigi Zampas Il medico della mutua fünf Jahre darauf; gegen Ende ihrer Karriere war sie in sehr preisgünstigen Genrefilmen zu sehen. Daneben war sie auch für etliche Fotoromanzi der Firma Lancia aktiv.

## Filmografie (Auswahl)
- 1957: Die Stadt der Verlorenen (Legend Of The Lost)
- 1963: I mostri
- 1967: Nato per uccidere
- 1971: Auch Djangos Kopf hat seinen Preis (Anche per Django le carogne hanno un prezzo)
- 1973: Colorado – Zwei Halunken im Goldrausch (Amico mio, frega tu… che frego io!)